# Pyszczak wydłużony
Pyszczak wydłużony (Chindongo elongatus) – gatunek słodkowodnej ryby z rodziny pielęgnicowatych. Bywa hodowana w  akwariach.

## Występowanie
Gatunek endemiczny jeziora Malawi (Niasa), przebywa w pobliżu skalistych brzegów.

## Charakterystyka
Żwawa, często niezgodna, wyznaczająca rewiry. Osiąga 10 – 12 cm długości. W akwarium można je trzymać w stadzie haremowym (jeden samiec i kilka samic). Mogą przebywać z innymi silnymi pielęgnicami, które potrafią się obronić. Należy do gębaczy. Po odbyciu tarła ikrą i potomstwem opiekuje się wyłącznie samica. Występuje wiele odmian kolorystycznych (na zdjęciu przedstawiona odmiana z okolic Mphanga Rock).

## Warunki w akwarium
| Zalecane warunki w akwarium | Zalecane warunki w akwarium      |
| --------------------------- | -------------------------------- |
| Zbiornik                    | duży                             |
| Temperatura wody            | 24 – 27 °C                       |
| Twardość wody               | twarda 8 – 25°n                  |
| Skala pH                    | 7,3 – 8,8                        |
| Pokarm                      | żywy z dodatkiem karmy roślinnej |